# Joaquim Maria de Barnola i Escrivà de Romaní
Joaquim Maria de Barnola i Escrivà de Romaní (Barcelona, 31 de març de 1870 - Sarrià, 13 de juny de 1925) fou un botànic i religiós català.
Era fill d'una nissaga noble i profundament religiosa: la família del seu pare, Antoni de Barnola-Espona y Verdaguer, era la propietària del Mas Espona, d'Orís, una de les cases pairals més importants de l'Osona, i la de la seva mare, Mercè Escrivà de Romaní i de Dusai, filla de la marquesa de Monistrol, estava emparentada amb Sant Francesc de Borja i Sant Lluís Bertran. El 1886 entrà en el Noviciat que la Companyia de Jesús tenia en el Monestir de Veruela (Saragossa), on completà els seus estudis de Lletres i començà la Filosofia, que acabà a Tortosa. Ja a Veruela començà el seu herbari, que l'acompanyà fins a la mort. Després d'haver ensenyat les Ciències naturals en el Col·legi del Sagrat Cor de Barcelona durant sis anys (1892-96), l'enviaren un any a Alemanya per especialitzar-se en la seva ciència favorita; a Valkenburg, a més de l'alemany, estudià tècnica microscòpica amb el cèlebre entomòleg Wasmann S. J. i a Bonn freqüentà les aules del no menys cèlebre Eduard Adolf Strasburger, l'obra del qual més tard traduí Barnola. Al finalitzar l'any d'especialització, tornà a Catalunya, per estudiar Teologia a Tortosa i Gandia, sent ordenat sacerdot el juliol de 1902. En el bienni 1903-05 ensenyà Ciències naturals en el Col·legi de Sant Ignasi de Sarrià, on s'havia traslladat el de Manresa; des d'aquesta data fins al 1911 en el Col·legi de Sant Domènec d'Oriola i després de bell nou a Sarrià, on continuà amb la seva vocació de professor i iniciador insigne fins al vespre de la seva mort.
Al morir portava vint-i-quatre anys d'ensenyança assídua i múltiple, tant en classes diürnes com en escoles nocturnes; encara a l'estiu donava cursets a mestres i especialistes. A més de la Història natural i ciències semblants, a voltes es va veure obligat a vegades a ensenyar Química, Física, Geologia, Astronomia, Agricultura, Ètica i Apologètica; però la seva especialitat era la Botànica, i entre les seves branques constituïa la seva predilecció la Pteridologia en la que ratllà a gran altura.
Quan el 1908 el pare Navás aconseguí reunir a Saragossa el primer Congrés de Naturalistes Espanyols, Barnola presentà dues Memòries i fou elegit secretari de la secció de Biologia; una d'aquestes dues Memòries fou discutida per la seva gran importància; versava sobre Federación de Asociaciones d'Història natural de la Península, que a partir d'aquest Congrés, fou un fet. Presentà d'altres treballs fitològics i algun geològic en els altres Congressos per a el Progres de les Ciències en Espanya (Granada, 1911; Madrid, 1913, Valladolid, 1915, Sevilla, 1917, i Bilbao, 1949).
Va pertànyer a la Institució Catalana d'Història Natural, de la que fou president en dos períodes (1913-16, 1918-20); era vocal de la Junta Autònoma de Ciències Naturals de Barcelona i bibliotecari d'aquesta; soci fundador de la Sociedad Aragonesa (en aquell temps Ibèrica) de Ciències Naturals i secretari perpetu de la secció de Barcelona. Pertanyia a l'Associació Espanyola per a el Progrés de les Ciències i a l'Acadèmia de Ciències de Saragossa. Fou presentat en l'Academia International de Botanique i a la Sociéte Lynnenne de Lió i elegit membre perpetu de la Zoologische-Botanische Gesellschaft de Viena.
Exercí una fonda influència en el moviment científic a Catalunya, tant en les esferes dels savis com en les populars, posant de moda les excursions científiques, que organitzava una o diverses vegades al mes. Regentà diverses càtedres en l'Escola d'estiu i Cursos de Vespre, patrocinats per la Mancomunitat de Catalunya: Etnologia, Sericultura, Botànica, Tècnica microscòpica i Mineralogia. Va difondre l'afició a la Ciència natural en molts centres docents els materials dels quals classificà; entre els Museus que li degueren la seva classificació si contaven el del Col·legi Màxim de Sarrià, que durant molts anys fou l'admiració de quants el visitaven. Allà, annexa al Laboratori de Biologia del qual era subdirector, instal·là un petit Laboratori de Bacteriologia, la volada del qual tallà en flor la seva mort prematura.
Ja se li havien confiat anàlisis mèdiques delicadíssimes; en el moment de morir criava diversos milers de cuc de seda, el dictamen científic del qual li havien encarregat. Els seus alumnes i amics agraïts a la seva mai desmentida caritat, li dedicaren diverses espècies, com per exemple; el Barnola genus novum de la família dels sòccides i les espècies Barnola lepidinus, Stenophylax, Barnolanus Nav., i el Carbus rugosus Barnolai en entomologia. Barnola descobrí a Espanya la rosàcia Duchesnea (Fragaria indica) Adr. Que no es coneix com a europea, i altres moltes espècies que no es coneixien com a Ibèriques; a més, les falgueres Pteridium ceheginense de Barnola i Trifollium soldeanum Barnola.
Passen de 120 les seves publicacions d'algun volum, entre les quals destaquen la traducció del Tractat de Botànica dels cuadrinviros, coneguda vulgarment a Alemanya i altres països amb el nom de Strasburger (1923) i la part botànica i Fisiologia vegetal del Tratado completo de Bilogía moderna (1925-28), en col·laboració amb els pares Pujíula, Amozurrutia i Pérez Arbeláez. L'Institut Gallach li havia confiat la part de Botànica general, tal·lòfites, muscínies, i criptogrames de la seva Història Natural.
Les seves publicacions vers de matèries fito lògiques són nombroses: d'elles 14 versen sobre la seva especialitat, els pteridòfits:
- Los géneros Pteris y Pteridium de la península Ibérica (1911);
- Una falguera nova per a Catalunya (1912);
- Partición apical de las frondes de los helechos (1913);
- Adiciones a la flora teridológica de la Península (Saragossa, 1914);
- L'<Asplendium germanicum Weis> a Catalunya (Barcelona, 1915);
- El xerofilismo en los helechos (Barcelona, 1915);
- El Plet de la Falguera del Pasteral (Barcelona, 1916);
- Anotaciones fisiològicogeograficas sobre los helechos de Catalunya (Memories de l'Associació Espanyola per a el Progrés de les Ciències, 1917). És notable per haver afegit a la flora andorrana, anteriorment catalogada per Cousturier i Gandoger, més de 200 números de plantes, la comunicació de Barnola a la Societat Ibèrica de Ciències Naturals, titulada Flora vascular del Principado de Andorra (Memorias, Saragossa, 1919).

També en altres ciències assajà amb èxit la seva ploma, com en:
- Agricultura (conferències inèdites), Biologia (Les oeufs microbians, II Congrés Mundial d'Avicultura, Barcelona, 1924, etc.,);
- Geologia (Recuerdos prehistóricos y arqueològicos de Orihuela, 1915);
- Zoologia (lliçons, col·leccions zoològiques i entomològiques, en la Revista Educación. Hisp.-Americ. 1913-1915);
- Química Autodidaxis de Química pràctica (Barcelona, 1913, reeditada el 1924); ¡Recoged minerales! (Barcelona, 1915), i Tractat de Mineralogia Schmid-Barnola (Barcelona, 1925);
- Fisica (La teoria de la relatividad de Einstein del padre Wulf, traducció, Barcelona 1925).

A més, col·laborà en multitud de revistes científiques nacionals i estrangeres i en diversos articles de Botànica de l'Enciclopèdia Espasa.